# 아마르나

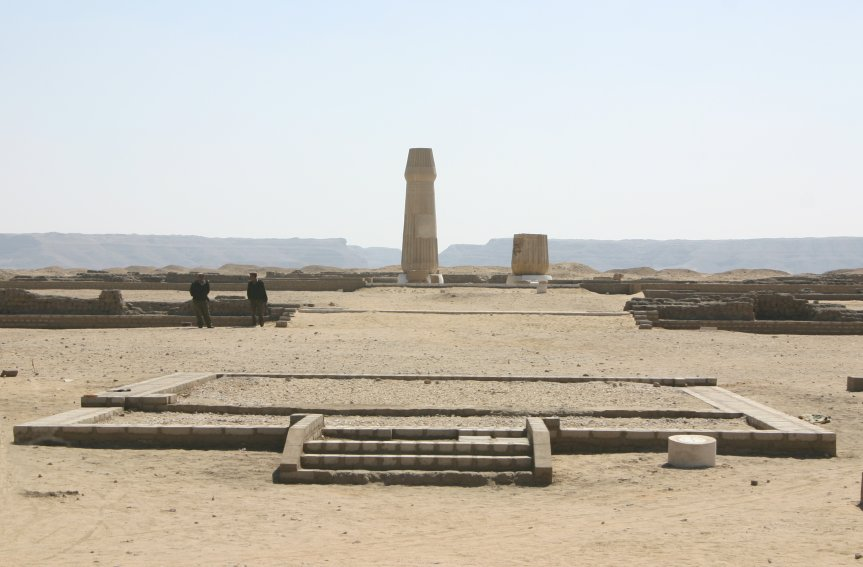
아마르나에 있는 아톤 신전

아마르나(Amarna)는 이집트 제18왕조의 파라오였던 아크나톤 시대의 수도로, 나일강 동안에 자리잡고 있다.
고대 이집트의 문서에서는 아케타텐(Akhetaten)으로도 불렸다. 이는 "아톤의 지평선"이라는 뜻이다. 아크나톤 시대에 새로운 문화가 싹트면서 번영하였으나, 아크나톤 사후에는 버려졌다.
이후 1714년 프랑스 예수회 신부인 클로드 시카르가 나일 강 계곡을 여행하던 도중 발견하였다.